# Паразити людини
Паразити людини — паразити, до зараження якими схильна людина. Загальне визначення слова «паразит» стосується не тільки багатоклітинних тварин і найпростіших, які живуть за рахунок свого хазяїна і на шкоду останньому, але також вірусів, бактерій та грибів. Відповідно до історичної традиції, і з погляду медичної паразитології, паразитами прийнято називати будь-які істоти, які ведуть паразитичний спосіб життя, крім вірусів та бактерій з подібними якостями.
Паразитизм становить лише окремий випадок симбіозу (у широкому значенні цього слова), між паразитизмом та іншими видами співжиття (байдужим, обопільно та однобічно корисним), існують поступові переходи і їх іноді не можна різко розмежувати. За місцем проживання в організмі господаря паразитів ділять на зовнішніх, або ектопаразитів (наприклад, комахи, які харчуються кров'ю, деякі п'явки та інші), і внутрішніх, або ендопаразитів (наприклад, найпростіші, гельмінти), які живуть у внутрішніх органах, тканинах і клітинах хазяїна.
Цисти та яйця ендопаразитів можуть бути знайдені при лабораторному аналізі калу, крові, офтальмоскопії, які допомагають у виявленні та ідентифікації паразитів. Хоча є безліч шляхів, якими людина може заразитися паразитарними інфекціями, дотримання основ особистої та суспільної гігієни зменшує її ймовірність.

## Людські паразити у давній історії

### Археологічні відомості
Дослідження паразитів у древніх людях ґрунтується на дослідженні калу та іншого скам'янілого матеріалу. Найбільш ранніми зі знайдених паразитів у людині були яйця Paragonimus westermani (збудник парагонімозу) з північного Чилі, виявлені в скам'янілому калі, і датовані приблизно 5900 роком до н. е. У Бразилії було виявлено також яйця анкілостоми від 5000 р. до н. е., в Перу — яйця нематод від 2330 до н. е. А єгипетські мумії, які відносяться до 2000, 1250, та 1000 рр. до н. е. містили яйця цестод, поряд з особиною гельмінта жіночої статі, яка добре збереглася :171-173.

### Письмові джерела
Перші письмові свідоцтва про паразитів наводяться в давньоєгипетських папірусних сувоях від 3000 до 400 років. до н. е. Вони ідентифікують таких паразитів, як круглі черв'яки Dracunculus medinensis (збудника дракункульозу), гостриків і деяких цестод невідомих видів. Папірус Еберса містить одну з перших приміток про анкілостомідози у стародавніх текстах. Ця хвороба була згадана у загальних рисах, проте папірус безумовно пов'язує хворобу з паразитом :174. Описана і слоновість, прояви якої дуже видимі, оскільки вона зумовлює надзвичайне набухання ніг, грудей та геніталій. Особливості статуй фараона Ментухотепа II свідчать про те, що він, ймовірно, постраждав від слонової хвороби. Те, що шистосомози були надзвичайно поширені в Стародавньому Єгипті, відзначено в результаті досліджень мумій, але в текстах того часу шистосомози як окремі хвороби не відзначений. Єдиним дійсно визначальним проявом є кривава сеча, але кілька інших хвороб мають такий же прояв. Однак, мабуть, головною причиною у відсутності ідентифікації шистосомозів як окремих хвороб є їхня широка поширеність. Так само древні греки і римляни не визнавали існування застуди через її часту появу у людей :175.
У Стародавній Греції кілька паразитів були описані в "Corpus Hippocraticus ". У цій книзі Гіппократ та Аристотель зареєстрували наявність червів та інших паразитів у рибі, одомашнених тваринах та людях. Наприклад, було показано наявність свинячого ціп'яка (Taenia Solium) у свиней разом з його личинковими стадіями. Яйця іцестод також були описані Арістотелем у секції про хвороби свині в його книзі «Історія Тварин», також були згадані у постановці Арістофана як «градини». Кисти ехінокока були також відомі в древніх культурах, головним чином, через їхню наявність у печінці жертовних тварин :173-174.
Невелика кількість паразитарних хвороб, зазначених у давньогрецьких та римських текстах, викликана віднесенням їх симптомів до грипу, нежиті та дизентерії. Однак, кілька хвороб, таких як дракункульоз, анкілостомідоз, слоновість, шистосомоз, малярія та амебіаз, викликають унікальні та ясні симптоми, тому й зареєстровані. Найбільш описаним, безумовно, був дракункульоз, головним чином, тому що дорослий черв'як жіночої статі з'являється на шкірі ноги, а сильне роздратування та виразка, спричинена ним, не можуть бути просто проігноровані. Цю хворобу згадували Гіппократ, Пліній Старший, Гален, Аецій з Аміди та Павло Егінський. Цікаво, але ця хвороба ніколи не відзначалася в Греції навіть при тому, що була докладно описана :174.
Стародавні китайці переважно реєстрували хвороби, а не паразитів, пов*язаних з ними. Китайські тексти, наприклад, містять посилання на анкілостомідоз, але не простежують жодного зв'язку з анкілостомою :174. Імператор Цінь-Ши-Хуаньді зробив запис про малярію у своєму тексті Ней Чинг. Це рання відома згадка малярії (2700 до н. е.) перераховує озноб, головний біль та гарячку, як головні симптоми, і відрізняє хворобу від інших видів гарячок.
Індійські тексти Чарака Самхіта та Сусрута Самхіта виділяють малярію та перераховують її головні симптоми — гарячку та збільшення селезінки. Бригу Самхіта від 1000 до н. е. містить ранню згадку про ймовірно амебіаз, як хвороби з наявністю кривавої діареї.

## Статистика та боротьба з паразитами

### Стьожкові черви
У Берліні у період 1866—1875 рр. 16 % всіх розкритих трупів містили личинки гельмінтів. Бичачий ціп'як (Taeniarhynchus saginatus) був особливо поширений там, де вживали в їжу сире м'ясо рогатої худоби. У Петербурзі, за Кесслером, на теніаринхоз страждало 3,66 % досліджених ним осіб (1888). Свинячий ціп'як (Taenia solium) водиться повсюдно там, де їдять сире або напівсире свиняче м'ясо. Коли почали уникати вживання сирого м'яса, відсоток захворювань надзвичайно знизився — наприклад, у Данії з 53 до 20 % протягом 10-12 років. Dypilidium caninum (збудник дипілідіозу) мешкає в кишці собак і котів і рідко в кишці дітей. Випадки зараження дітей наприкінці XIX століття були відомі з Англії, Німеччини, Данії — зараження відбувається виключно при ковтанні бліх.

## Антипаразитні препарати
- Тіабендазол
- Пірантелла памоат
- Мебендазол
- Празіквантел
- Ніклозамід
- Бітіонол
- Оксаміхін
- Івермектин
- Альбендазол
- Бензнідазол
- Ніфуртімокс
- Метронідазол